# Steyr (automobil)

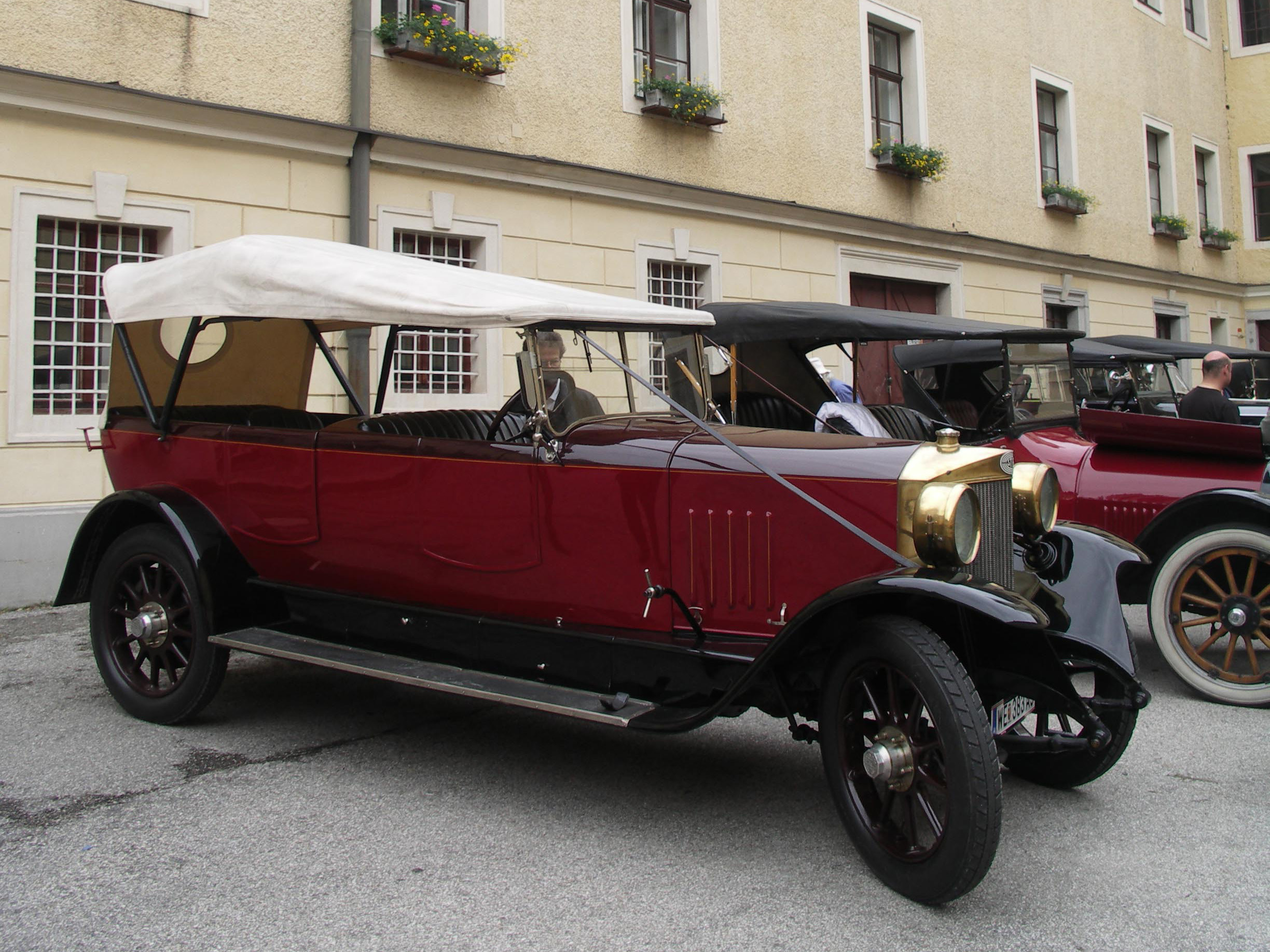
Model Steyr VII din 1926

Steyr a fost o marcă austriacă de automobile, creată în 1915 de compania de producție de armament Österreichische Waffenfabriks-Gesellschaft (ÖWG). Redenumită Steyr-Werke AG în 1926, ea a fuzionat cu Austro-Daimler și Puch, formând compania Steyr-Daimler-Puch AG, care a continuat fabricarea automobilelor Steyr până în 1959.

## Istoric
Compania ÖWG a fost fondată în 1864 în orașul Steyr din Austria Superioară; în 1894 a obținut deja o licență de la compania britanică Swift pentru fabricarea de biciclete sub numele de marcă Waffenrad. În scopul diversificării producției, membrii comitetului executiv au dorit să producă automobile și tractoare la Steyr. Ei l-au angajat pe proiectantul Hans Ledwinka (38 ani) care demisionase de la Nesselsdorfer-Wagenbau. Ledwinka a proiectat un automobil Steyr cu șase cilindri și s-a ocupat de angajarea de ingineri și mecanici pricepuți.
Aceasta, 12/40PS, conținea un spitzkuhler (radiator curbat) existent la modelele Mercedes de dinainte de război și avea caracteristici moderne: un motor de 3255 cmc, cu ax cu came, arbore cotit cu rulmenți, cu patru trepte de viteză și ambreiaj multidisc, dar nu avea un sistem de frânare pentru toate cele patru roți, deși proiectele lui Ledwinka îl conțineau încă din 1909. Dorind să crească viteza pe care o puteau atinge automobilele, Ledwinka a creat două modele sport: Tipul VI cu motor de 4014 cmc și Tipul VI Klausen cu motor de 4890 cmc și a început să proiecteze un autocamion cu capacitate de încărcare de 2½ tone.
Ledwinka a intrat din nou în conflict cu conducerea companiei, atunci când compania a dorit să producă mașini de lux, el preferând un model simplu și mai ieftin cu patru cilindri denumit Tipul IV. Steyr s-a concentrat pe mașinile de lux. Ledwinka nu a renunțat și a proiectat un automobil cu un motor cu cilindri opuși cu răcire și cu șasiu central. Conducerea l-a ignorat, iar el a demisionat și s-a alăturat companiei Tatra, luând proiectul cu el; acest proiect a inspirat, de asemenea, modelul Volkswagen Type 1.
Conducerea companiei Steyr și-a dat seama de greșeala pe care a făcut-o prea târziu, dar Ledwinka a acționat ca inginer consultant, influențând proiectarea modelului Type XII din 1925. 

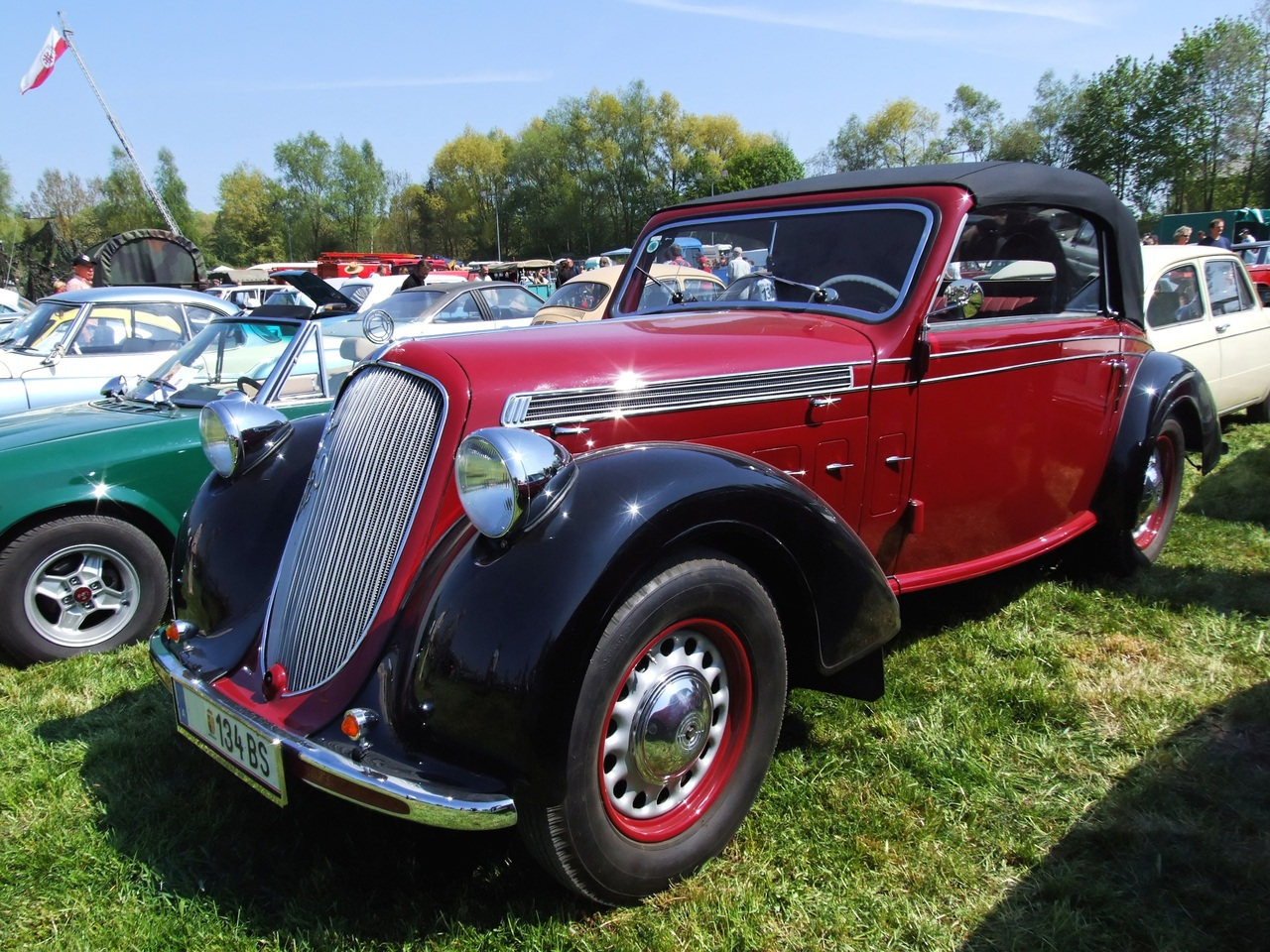
Model Steyr 220 din 1939

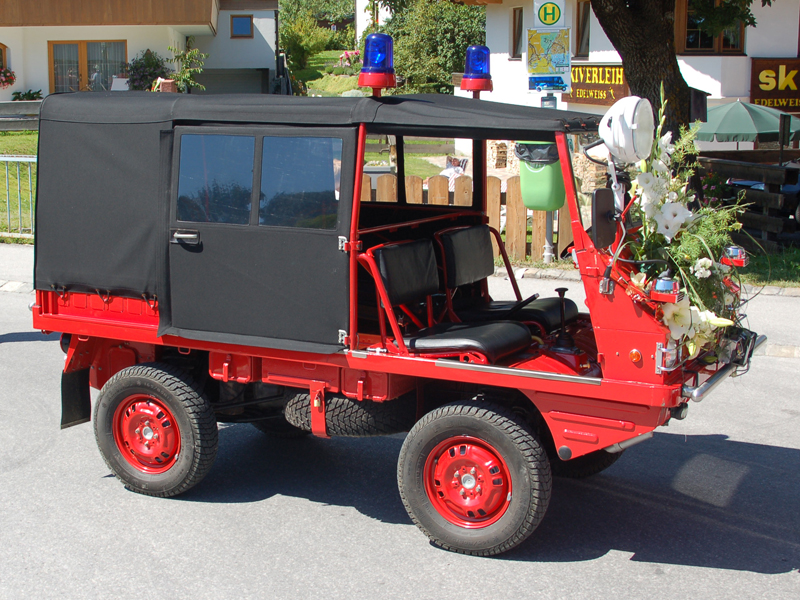
Haflinger